# 전봉진
전봉진(1975년 6월 18일 ~ )은 대한민국의 가수이자 보컬 트레이너이다.

## 음반
- 2015년 《사랑을 몰랐어》 (With 더 원)

### 참여 음반
- 2012년 《This Love》
- 2015년 《복면가왕 28회》

## 방송

### 예능
- 2015년 《미스터리 음악쇼 복면가왕》 - 드렁작은 타이거

### 라디오
- 2015년 MBC FM4U 《두시의 데이트 박경림입니다》
- 2015년 SBS 파워FM 《파워 스테이지 더 라이브》